# Zabrus ignavus ignavus
Zabrus ignavus ignavus é uma subespécie de insetos coleópteros pertencente à família Carabidae.
A autoridade científica da subespécie é Csiki, tendo sido descrita no ano de 1907.
Trata-se de uma subespécie presente no território português.